# Het volk van de woestijn
Het volk van de woestijn is een stripalbum uit 1979 en het derde deel uit de stripreeks Storm, getekend door Don Lawrence naar een scenario van Dick Matena.

## Verhaallijn
Storm en Roodhaar zijn in een woestijn terechtgekomen. Daar worden ze, wanneer ze uitrusten, gevangengenomen door de mannen van Banjo. Banjo is een louche eigenaar van een korietmijn. Hij laat het werk doen door een groep witte mannen van een speciaal ras. De mannen worden onder de duim gehouden door de hypno, een apparaatje op het voorhoofd van de mannen. In Storm zien ze een goede nieuwe slaaf en hij wordt met een hypno aan het werk gezet. In Roodhaar zien de mannen een dame van plezier voor zichzelf. Banjo blijkt echter niet alleen te werken. Zijn witte mannen blijken een creatie van een malafide wetenschapper die een nieuw ras probeert te ontwikkelen dat kan overleven in een situatie van grote droogte om de overbevolking van de steden op te lossen. Banjo levert hem proefpersonen voor zijn experimenten door razzia's te organiseren. In ruil daarvoor mag Banjo de mannen inzetten als zijn slaven in de korietmijnen. De wetenschapper is echter in de afrondende fase van zijn onderzoek en meldt Banjo dat er na de geplande razzia geen nieuwe proefpersonen meer nodig zijn. Banjo, die de mijn graag verder wil exploiteren, beraamt echter plannen om de professor te gijzelen om zo door te kunnen gaan. Wat hij niet weet is dat de professor van zijn snode plannen op de hoogte is.
Roodhaar weet uit de cel te ontsnappen. Tijdens haar vlucht komt ze echter in het nauw. Maar onverwacht wordt ze geholpen door de nog altijd door de hypno beheerste Storm die haar helpt te ontkomen. Het blijkt dat de professor de hypno aangestuurd heeft. Hij ziet in Storm en Roodhaar de perfecte vader en moeder voor zijn geschapen volk en wil hen omvormen tot woestijnmensen. Dit mislukt echter. Roodhaar vernielt apparatuur waardoor ineens alle hypno's van de woestijnmannen uitgeschakeld worden. Deze komen daarop in opstand en richten hun woede op de mannen van Banjo. Deze verliest veel mannen maar weet met een machinegeweer de woestijnmannen de woestijn in te jagen. Ook Storm en Roodhaar vluchten de woestijn in. Banjo sluit daarna vrede met de professor en maakt zich op voor een nieuwe razzia, waar de professor weer nieuwe woestijnmannen van kan maken.
De woestijnmannen beschikken echter over bovennatuurlijke krachten. Met een ritueel laten ze een zoutstorm ontstaan die de vliegtuigen van Banjo en zijn mannen doen neerstorten. Banjo overleeft de crash. De woestijnmannen willen echter ook met hem afrekenen. Storm stelt echter dat het door de krachten van de woestijnmannen een laffe daad zou zijn. Hij stelt voor een man-tegen-mangevecht te houden, waarbij Banjo bij het winnen daarvan een vrije aftocht krijgt. Storm en Banjo beginnen met vechten. Tijdens het gevecht duwt Storm de helm van Banjo's hoofd. Door recht in de zon te kijken raakt Banjo blind. De woestijnmannen laten hem daarna gedesoriënteerd de woestijn in lopen, waar hij sterft. Ook op de professor nemen ze wraak. Dat doen ze door hem zelf te veranderen in een woestijnman zodat hij als straf het lot van de woestijnmannen moet delen. Storm en Roodhaar vinden in de basis een vliegtuig waarmee ze de woestijn kunnen verlaten.